# Sillé-le-Guillaume
Sillé-le-Guillaume là một xã trong tỉnh Sarthe ở tây bắc nước Pháp. Xã này nằm ở khu vực có độ cao từ 115-260 mét trên mực nước biển.